# Diaphorocera carinicollis
Diaphorocera carinicollis là một loài bọ cánh cứng trong họ Meloidae. Loài này được Chobaut miêu tả khoa học năm 1921.